# Hyltebjerg Kirke
 Der er for få eller ingen kildehenvisninger i denne artikel, hvilket er et problem. Du kan hjælpe ved at angive troværdige kilder til de påstande, som fremføres i artiklen.

Hyltebjerg Kirke er en kirke på Ålekistevej i Vanløse, som er sognekirke for Hyltebjerg Sogn.
I marts 2022 opstod der brand i kirken med omfattende skader til følge. Genopførelse af kirken er besluttet og gennemføres i de kommende år.

I september 2024 blev Hyltebjerg Kirkesal indviet. Kirkesalen er en midlertidig bygning, som er opført på Guldagervej 5 bag ved Hyltebjerg Kirke. Her vil en stor del af kirkens aktiviteter vil foregå, indtil kirken er genopført: Gudstjenester, kirkelige handlinger, undervisning, foredrag, koncerter og møder. Enkelte aktiviteter vil stadig foregå andre steder, blandt andet på Hyltebjerggård, Linde Allé 33.[kilde mangler]

## Historie
I mellemkrigstiden var der i området en markant befolkningstilvækst – specielt i den sydvestlige del af Vanløse Sogn, som var vidtstrakt. Således var sognet efterhånden blevet for stort og Vanløse Kirke (opført 1909) for lille.
Sognet og kirken blev dannet på baggrund af lokalbefolkningens initiativer gennem to komitéer (1935-45). Det nyoprettede sogns befolkning bidrog således aktivt ved at gennemføre flere indsamlinger blandt sognets 8.500 husstande, der dermed skulle finansiere arbejdet.
Grundstenen til den nye kirke blev lagt i november 1944. På grundstensdokumentet står bl.a. Christian 10.'s ord ..medens utalte Bygninger Verden over lægges i Ruiner paabegyndes… Rejsningen af denne Kirke…
Byggeriets første etape foregik hen over vinteren 1944-45. Men som følge af efterkrigstidens mangel på bl.a. byggematerialer trak byggeperioden ud. Indvielsen af den nordre polygon, kaldet Kirkesalen, foregik allerede den 24. juni 1945, mens den endelige indvielse af kirken foregik den 13. maj 1960. Den fik navnet Hyltebjerg efter den langstrakte skråning, bygningen er opført på.
Den sydlige polygon blev bestemt til at være børnehave i det nye sogn, som også rummede mange børnefamilier. På denne måde bidrog Københavns Kommune til økonomien, ligesom Civilforsvaret medfinansierede anlæggelsen af kirkens rummelige krypt, mod at den blev indrettet som et offentligt beskyttelserum.
Den 21. marts 2022, opstod der brand i kirken med omfattende skader til følge.

## Arkitektur
Den lokale tegnestue med Christian Holst og hans sønner Erik og Aage Holst projekterede kirken. I en større offentlighed blev Hyltebjerg Kirke kendt som én af de første kirker, der ikke ligner en kirke. Den har et modernistisk udtryk med geometriske former (polygoner) som det gennemgående træk. Den sekskantede grundform går igen i bl.a. døbefontens franske marmor og i indsamlingsblokken af moseeg.
Alterskrankens og prædikestolens er ligeledes udført i moseeg, mens alterbordet tilsvarende er af fransk marmor. Kirken skal på denne måde forene det monumentale med noget hjemmevant dansk. Altervæggen har et freskomaleri af Elvin Erud, forestillende Kristi Himmelfart.
Det skrånende tag kan ses som kirkens tårn. Både røde og gule mursten er anvendt i bygningen. På ydersiden er facaderne opbygget med røde sten, mens der på indersiden er valgt gule sten, der giver et lysere udtryk.
Genopførelsen af Hyltebjerg Kirke efter branden i marts 2022 er lagt i hænderne på arkitekt Stig Andersen fra Fogh & Følner Arkitekter.

## Aktiviteter
Foruden gudstjenester og kirkelige handlinger afholdes en række aktiviteter for lokalområdet og menigheden. Det drejer sig bl.a. om kulturelle arrangementer som foredrag, læsekreds og koncerter, men der indbydes også til café med kaffe og kage.

## Eksterne kilder og henvisninger
- Kirkens hjemmeside